# امید رایان
امید رایان (انگلیسی: Ryan's Hope) یک سریال آبکی است که از ۷ ژوئیه ۱۹۷۵ تا ۱۳ ژانویه ۱۹۸۹ در شرکت پخش رسانه‌ای آمریکا پخش می‌شد.